# Irina Meszynski
Irina Meszynski, född den 24 mars 1962 i Berlin, är en före detta friidrottare som tävlade i diskuskastning för Östtyskland.
Meszynski är mest känd för att hon vid tävlingar den 17 augusti 1984 slog Galina Savinkovas världsrekord i diskuskastning när hon kastade 73,36 meter. Hon blev emellertid av med rekordet nio dagar senare när Tjeckoslovakiens Zdenka Šilhavá kastade 74,56 meter. 
Meszynski är rankad som sexa genom alla tider i den kvinnliga diskusen.
I mästerskapssammanhang lyckades hon inte lika väl och hon hennes bästa resultat är en fjärde plats från EM 1986 i Stuttgart.

## Personliga rekord
- Diskuskastning - 73,36 meter